# Junger Wald (Sibiu)
Der Junge Wald (rumänisch Pădurea Dumbrava) liegt 4 km südlich des Zentrums von Hermannstadt. Die   Kreisstraße 106A Richtung Rășinari (Reschinar) führt durch den Wald.

## Geographie und Geschichte

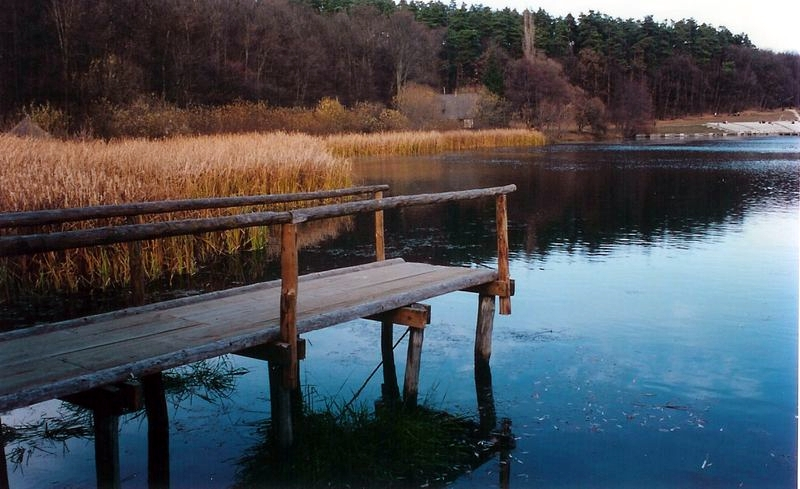
Lacul Dumbrava im Freilichtmuseum im Jungen Wald

Der Junge Wald liegt auf einer Diluvialterrasse, die sich vom Fuße des Zibinsgebirges bis zum Abfall der Ober- zur Unterstadt erstreckt. Nach Norden wird das Gebiet vom kanalisierten Schewisbach begrenzt. Das Gebiet wird vom Trinkbach durchquert, der in seinem Lauf durch das Schutzgebiet drei künstliche Seen bildet.
Im 18. Jahrhundert wurde der Wald aufgeforstet, möglicherweise in Zusammenhang mit der Besiedlung von Neppendorf. Die erste Kartierung des Jungen Waldes wurde 1828/29 von Stadt- und Stuhlforstmeierster Joseph Fritsch vorgenommen. Ab 1875 wurde der Forst mit Föhrenplantagen und, im Teilstück Scheierwaldel, mit Weiß- und Edeltannen aufgeforstet.
Der Junge Wald fand zusammen mit dem Goldtal (Valea Aurie), einen wichtigen Platz im siebenbürgisch-sächsischen Stadtbürgertum in seiner Abgrenzung von der rumänischen Bevölkerung. Unter anderem fand im Wald das „Majalifest“ der evangelischen Schuljugend statt. Der mundartliche Name Jang Wold beinhaltete auch eine städtische Abgrenzung von der deutschsprachigen ländlichen Bevölkerung, weil im Siebenbürgisch-Sächsischen für Wälder ansonsten auch das Wort Bäsch (Wald) verwendet wurde.

## Freilichtmuseum Astra
Das Freilichtmuseum Astra zeigt sächsische Gehöfte aus Kleinschelken, Hahnbach und Michelsberg.

## Naturschutzgebiet Junger Wald
Einige wenige, 700 bis 900 Jahre alte Bäume zeigen von der ursprünglichen Waldvegetation in der Hermannstädter Senke. Der Junge Wald ist heute vorwiegend ein Eichenwald, durchwachsen mit Weißbuche, Vogelkirsche, Ulme, Feldahorn und Linde, aber auch Steineiche, Esche, Spitzahorn und Eberesche sind vorhanden.